# Жиберт (комуна)
Жиберт (рум. Jibert) — комуна у повіті Брашов в Румунії. До складу комуни входять такі села (дані про населення за 2002 рік):
- Велень (199 осіб)
- Гринарі (446 осіб)
- Дача (671 особа)
- Жиберт (736 осіб) — адміністративний центр комуни
- Ловнік (484 особи)

Комуна розташована на відстані 191 км на північний захід від Бухареста, 57 км на північний захід від Брашова, 141 км на південний схід від Клуж-Напоки.

## Населення
За даними перепису населення 2002 року у комуні проживали 2536 осіб.
Національний склад населення комуни:
| Національність   | Кількість осіб | Відсоток |
| ---------------- | -------------- | -------- |
| румуни           | 1377           | 54,3%    |
| цигани           | 675            | 26,6%    |
| угорці           | 389            | 15,3%    |
| німці            | 93             | 3,7%     |
| росіяни-липовани | 2              | 0,1%     |

Рідною мовою назвали:
| Мова      | Кількість осіб | Відсоток |
| --------- | -------------- | -------- |
| румунська | 2004           | 79,0%    |
| угорська  | 385            | 15,2%    |
| німецька  | 90             | 3,5%     |
| циганська | 56             | 2,2%     |
| російська | 1              | < 0,1%   |

Склад населення комуни за віросповіданням:
| Релігія                                       | Кількість осіб | Відсоток |
| --------------------------------------------- | -------------- | -------- |
| православні                                   | 2061           | 81,3%    |
| реформати                                     | 358            | 14,1%    |
| лютерани (Аугсбурзького сповідання)           | 86             | 3,4%     |
| римо-католики                                 | 15             | 0,6%     |
| греко-католики                                | 5              | 0,2%     |
| лютерани (Синодально-пресвітеріанська церква) | 4              | 0,2%     |
| п'ятдесятники                                 | 3              | 0,1%     |
| унітарії                                      | 3              | 0,1%     |
| баптисти                                      | 1              | < 0,1%   |